# 리유빈
리유빈(李幼斌，이유빈，Li Youbin, 1958년 2월 15일 ~ )은 배우, 텔레비전 배우이다.
창춘시에서 태어났다.

## 방송
- 별양아간견
- 노엄유녀불수가
- 기포 1
- 틈관동

## 영화
- 풍운1927 (2014년)
- 노엄유녀불수가 (2013년)
- 건국대업 (2009년)
- 아적좌수 (2007년)
- 타이항산에서 (2005년)